# Rifugio antiatomico

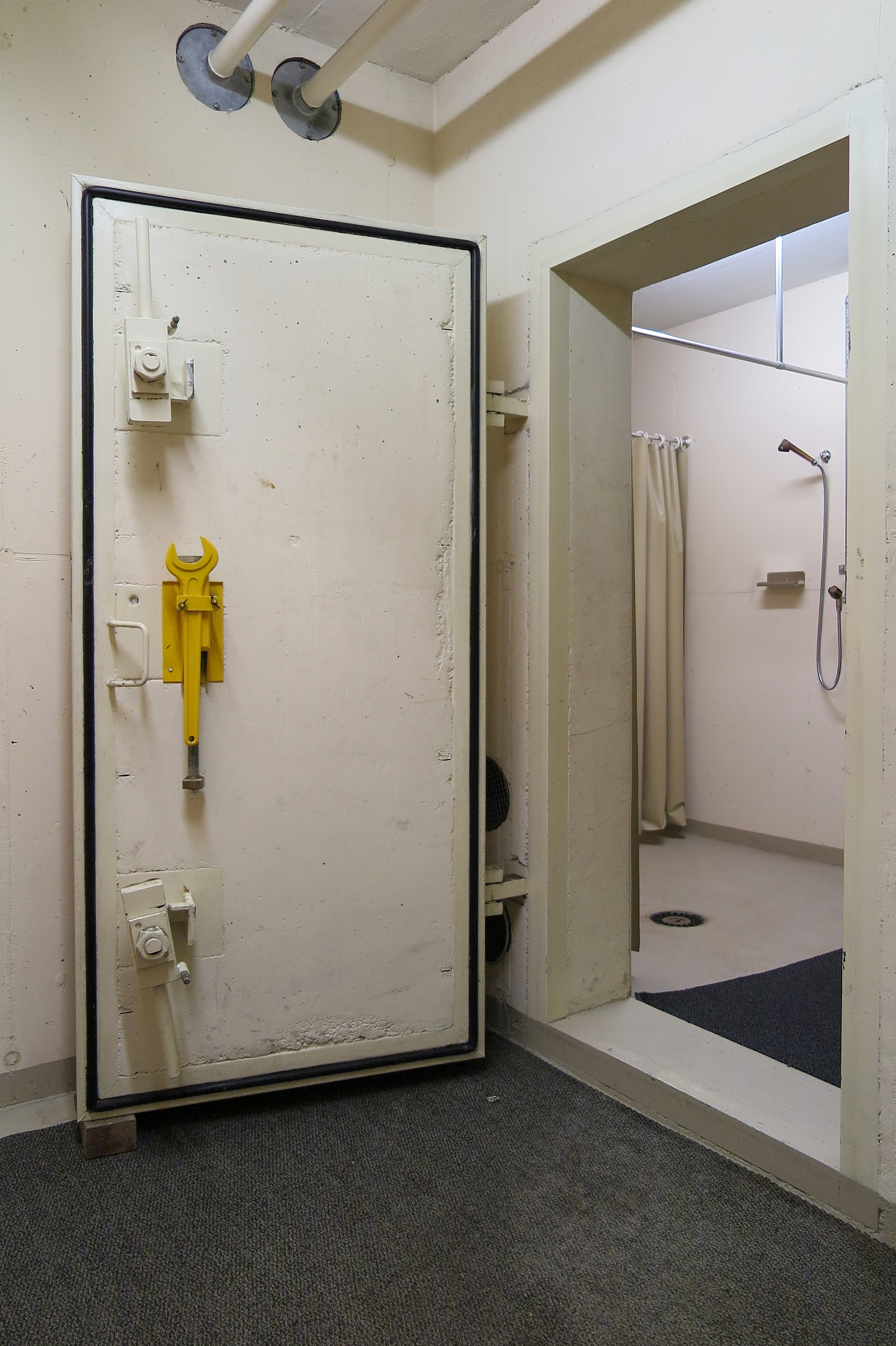
Porta blindata di un rifugio antiatomico

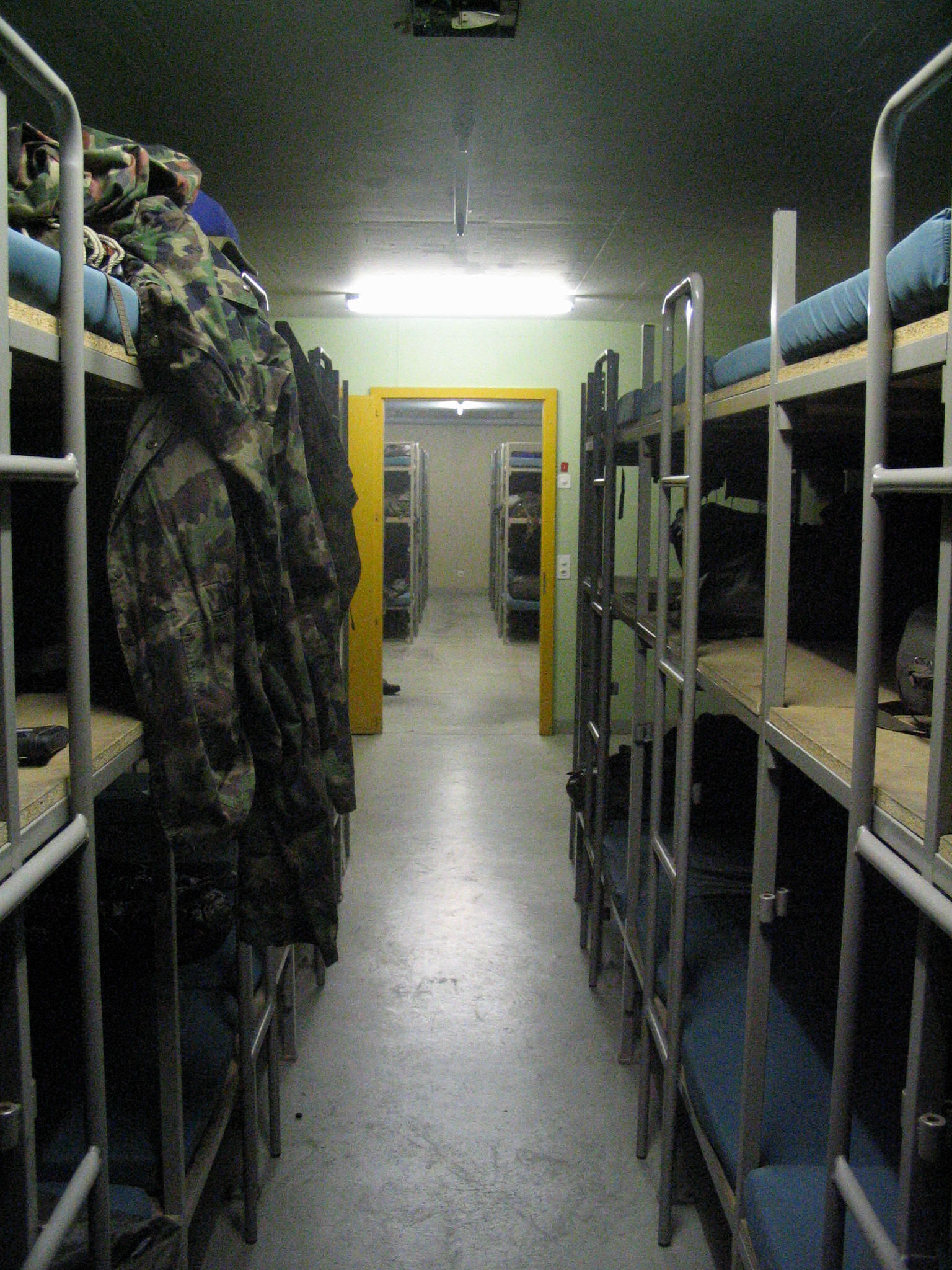
Rifugio antiatomico a Vernayaz, in Svizzera. Questo tipo di rifugio potrebbe essere utilizzato dai civili durante una guerra.

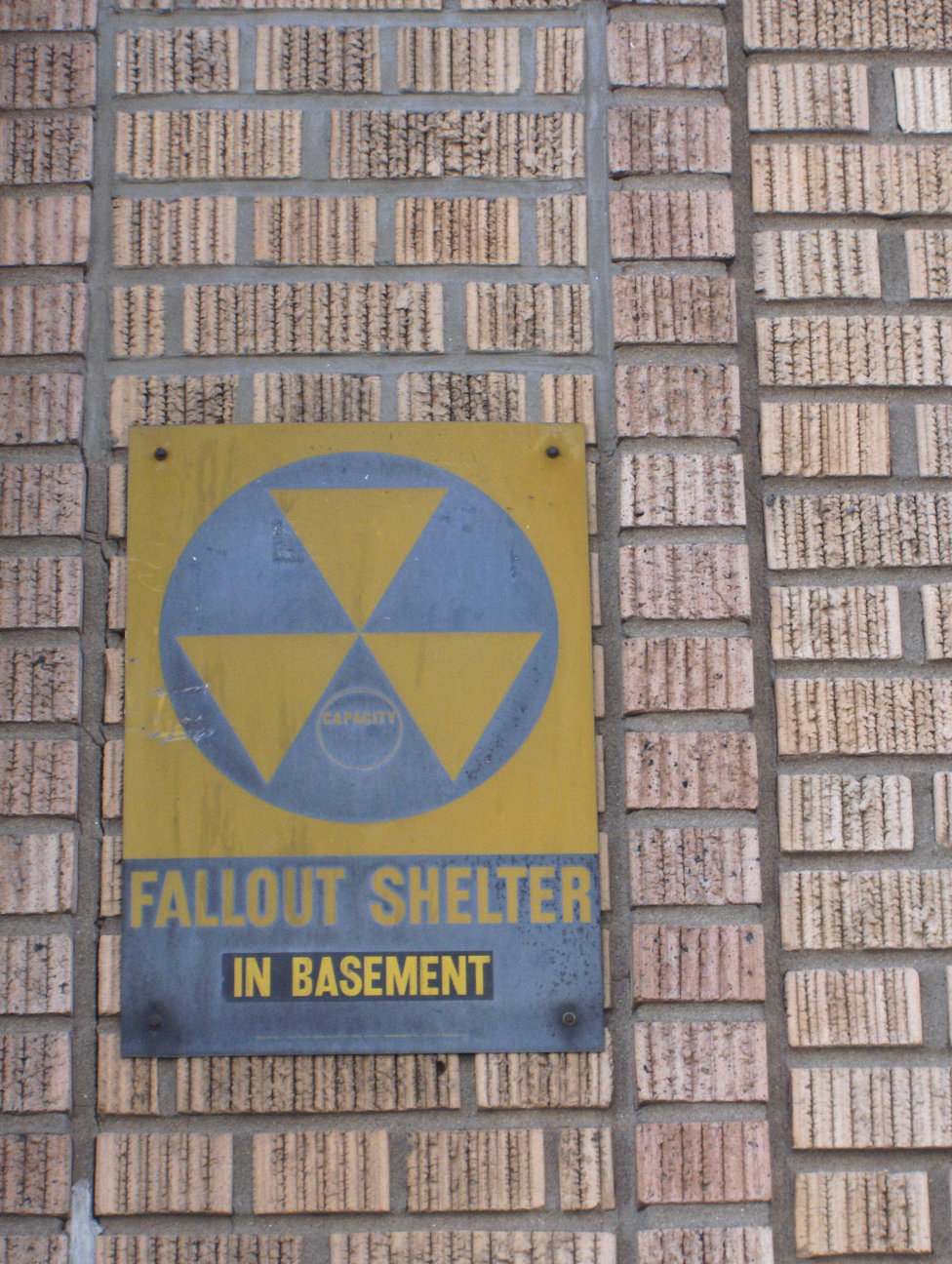
Un cartello indica la presenza di un rifugio antiatomico presso un'abitazione di New York, negli Stati Uniti.

Il rifugio antiatomico è una soluzione abitativa per evitare la contaminazione da radiazioni nucleari.
È costruito in profondità, per sfruttare l'azione schermante del terreno ed evitare il contatto con l'atmosfera radioattiva. L'involucro più esterno è realizzato in cemento armato, che funge da schermo di contenimento per le radiazioni, oltre che da struttura portante. Lo spessore delle pareti può variare secondo la resistenza voluta, che va da 1 a 3 atmosfere, mentre le pareti interne e i pavimenti devono essere rivestite con delle particolari solette isolanti.
Ogni rifugio antiatomico ha due entrate: una per le persone e un'altra per l'aria. L'ingresso è costituito solitamente da una "botola" corazzata e da una "scala di entrata" che accede a un'anticamera dotata di una doccia di decontaminazione. Per accedere alla "cellula di sopravvivenza" occorre solitamente passare attraverso due porte corazzate a chiusura ermetica e tenuta stagna.
La "cellula di sopravvivenza" ha un ingresso per l'aria dotato di un filtro depuratore. Scopo di questo ingresso è ricambiare l'aria ed espellere elementi nocivi come l'anidride carbonica e l'umidità. Ogni "cellula di sopravvivenza" deve essere dotata dei seguenti beni: acqua potabile, alimenti in scatola, energia elettrica e servizi igienici. Deve anche avere i letti e una batteria ad alta capacità di accumulo. Inoltre è altamente sconsigliato l'uso di intonaco che potrebbe creare problemi di salute e sgretolarsi a causa delle onde d'urto.
Esistono diversi tipi di rifugio antiatomico: alcuni sono prefabbricati e solitamente sono unifamiliari, mentre altri vengono costruiti direttamente sottoterra ed è possibile collegarli tra loro formando una rete. Oggi i rifugi antiatomici si costruiscono in conformità con la Normativa Svizzera ITRP 66. Un rifugio antiatomico difficilmente può garantire condizioni di sopravvivenza superiori ai 5 anni.

## Origini
La nascita dei rifugi antiatomici inizia con la diffusione delle armi nucleari. La guerra fredda in particolare ha dato il via alla "corsa ai rifugi antiatomici", tant'è che in molti paesi divenne una normativa obbligatoria la loro costruzione. Oggi i rifugi antiatomici vengono anche progettati per difendersi dalle armi chimiche e dalle armi biologiche, nonché per sopperire a effetti secondari come il crollo di una diga e quindi a una protezione di breve durata.
Negli Stati Uniti le minacce del terrorismo e dell'uso di armi biologiche hanno dato vita al mercato dei rifugi antiatomici prefabbricati, business per alcuni produttori. Tuttavia in molti paesi sono presenti rifugi antiatomici. Quello meglio congegnato risulterebbe essere proprio negli Stati Uniti, nascosto all'interno di una montagna, centro probabilmente destinato ad ospitare l'alto comando statunitense in situazione di gravissima emergenza nucleare.
Anche la Metropolitana di Mosca è progettata per essere usata, in caso di necessità, come un rifugio antiatomico per la popolazione. Il disfacimento dell'ex Unione Sovietica, l'emergere di paesi asiatici in fase di forte sviluppo e non sempre in grado di controllare la tecnologia nucleare bellica delineano una certa insicurezza, stimolando le richieste per questo tipo di speciali strutture antiatomiche.

## Situazione in Svizzera
In Svizzera una legge degli anni '60 obbliga ogni cittadino ad avere un posto in un rifugio antiatomico. Per legge i rifugi devono avere i solai di 40 cm di spessore e i muri di trenta, ed essere autosufficienti per almeno sei mesi per quello che riguarda cibo, acqua e aria. Chi non dispone di un rifugio, che può essere condominiale o relativo alla singola abitazione, deve pagare un contributo sostitutivo il cui ammontare è fissato in base al numero di posti protetti, nonché una tassa calcolata sulla base del valore dell'investimento per la costruzione dell'immobile. La Protezione Civile assicura che ci sono "270 mila rifugi e 3500 impianti che garantiscono un posto al 95% della popolazione". La legge sopraindicata è stata abolita nel 2006